# Železniční doprava v pražské aglomeraci

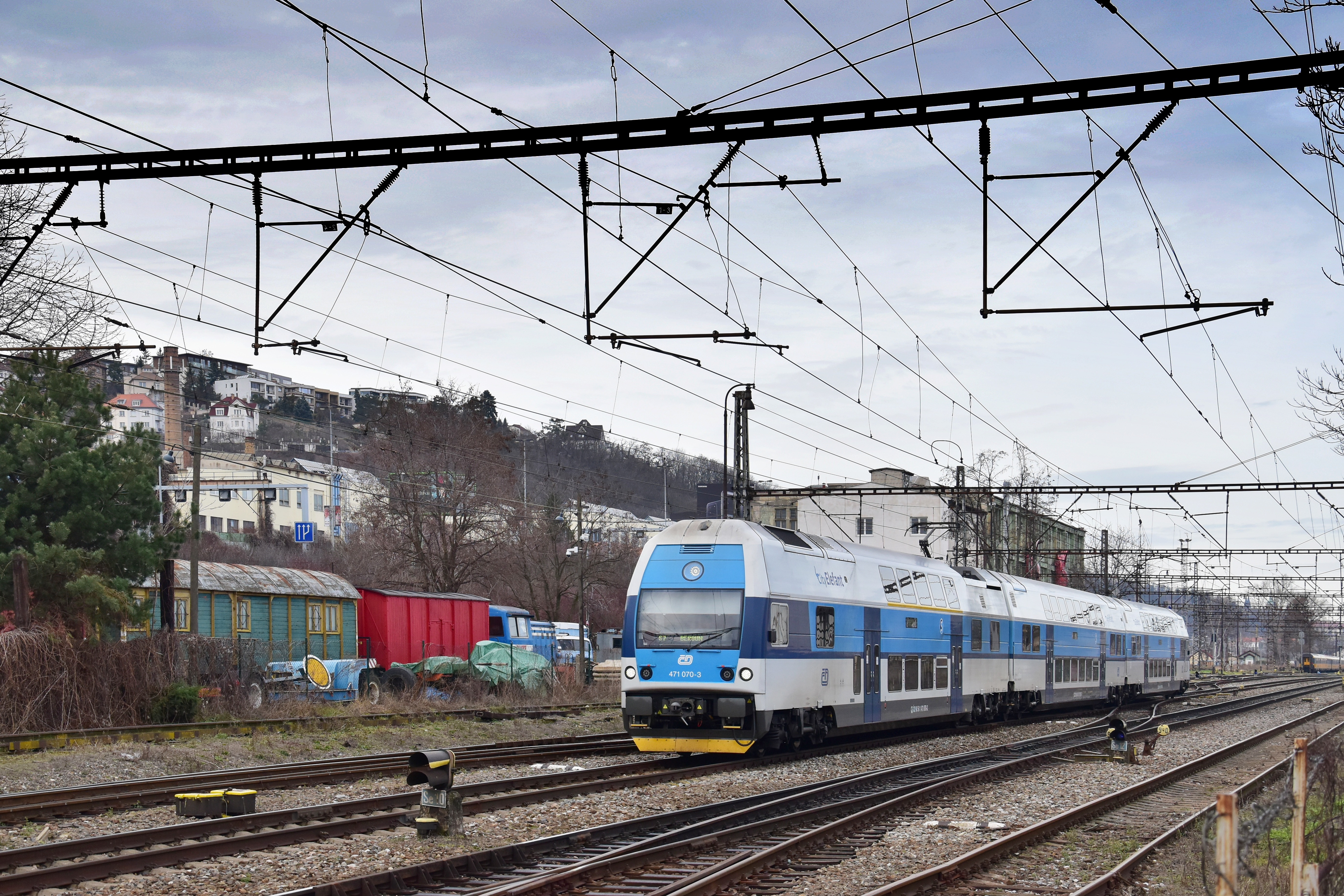
Os 8846 zachycený ve stanici Praha - Smíchov míří na Velkou Chuchli a dále do Berouna.

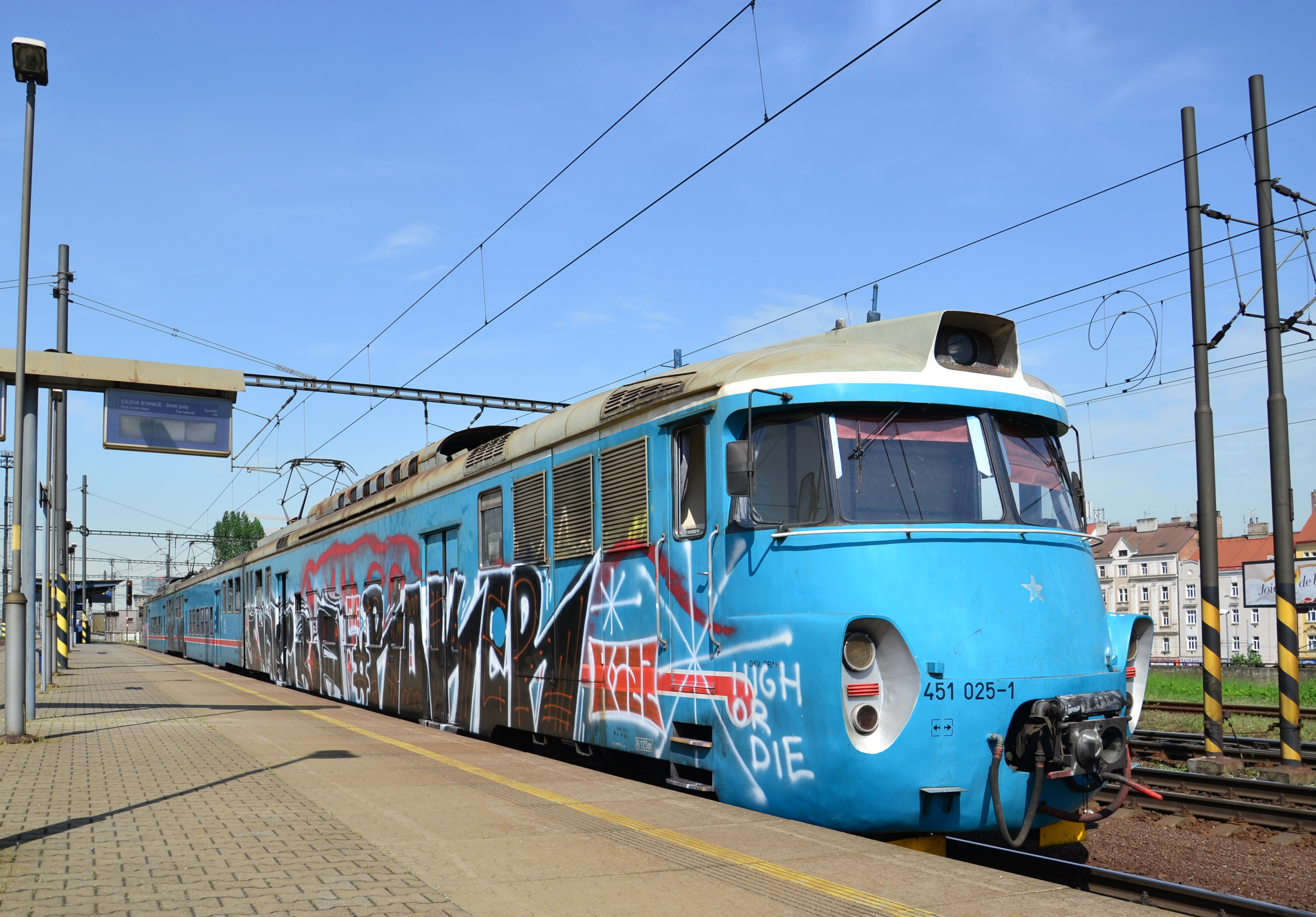
Do stanice Praha-Libeň přijel spoj linky S41, v podání elektrické jednotky 451.

Praha představuje významný uzel osobní dálkové a příměstské osobní železniční dopravy. Naopak nákladní železniční doprava je od první poloviny dvacátého století postupně vytlačována na okraj města.

## Integrované dopravní systémy
Naprostá většina železničních tratí v okolí Prahy je zařazena do systému Pražské integrované dopravy tak, že na nich v osobních vlacích, později i ve spěšných vlacích a několika vybraných rychlících, platí dlouhodobé předplatní jízdenky PID. Prvních 23 pražských stanic bylo takto integrováno od 1. října 1992, od 1. července 1994 byla platnost předplatních jízdenek MHD rozšířena na všechny železniční stanice na území Prahy. Od 31. května 1995 bylo pro železniční dopravu zavedeno i vnější pásmo PID a do něj bylo zařazeno prvních 16 mimopražských stanic a zastávek, od 1. ledna 1996 čtyři vnější pásma (týkalo se stále jen dlouhodobých předplatních jízdenek). Od 1. června 1996 byl zaveden časový a pásmový tarif v celé PID včetně železnice, kde však ani nadále neplatily krátkodobé jízdenky PID. Stanice v okrajových částech Prahy jsou zařazeny do „dojezdového“ pásma 0, stanice blíže centru města do pásma P. 28. května 2000 vzniklo páté vnější tarifní pásmo.
Na některých tratích jsou stanice a zastávky postupně vybavovány označovači jízdenek a zaváděna tzv. plná integrace, tj. platnost krátkodobých přestupních jízdenek MHD a PID. První takové úseky byly vyhlášeny k 30. květnu 1999 na tratích č. 171 (směrem k Berounu) a 221 (směrem k Benešovu), od 30. září 2001 na části trati č. 011 (ke Kolínu), od 15. prosince 2002 na částech tratí č. 070, 231 a 232, od 15. června 2003 na částech tratí č. 093 a 120, od 14. prosince 2003 na trati č. 091, od 13. června 2004 na zbylé části trati č. 171, od 12. prosince 2004 na další části trati č. 011 a části trati 060, od 28. listopadu 2005 na části trati č. 210, od 2. prosince 2005 na další části trati č. 231 a od 1. června 2010 na trati 122 v úseku Praha hlavní nádraží – Hostivice.
Od 1. října 1992 bylo do PID zahrnuto 23 stanic a zastávek, v roce 2003 221 železničních stanic a zastávek, v roce 2004 jejich počet opět mírně poklesl. V roce 2004 téměř 58 % cestujících v příměstských vlacích cestovalo na jízdní doklad PID, v roce 1995 to bylo 25 %.

## Esko

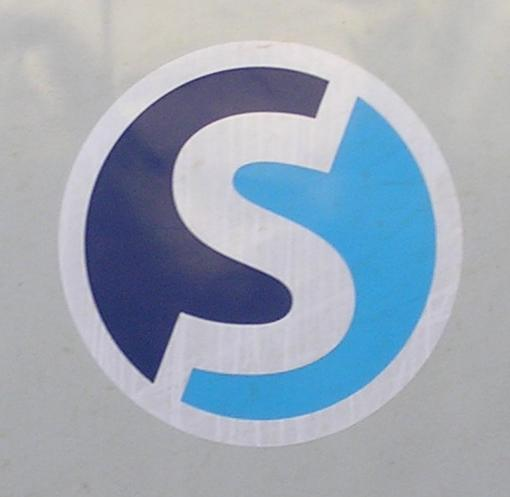
Logo systému příměstské železnice Esko

Od počátku 90. let 20. století docházelo postupně k zavádění intervalového provozu osobních vlaků na hlavních tratích pražského regionu. Postupně je tento provoz více integrován mezi ostatní městskou a příměstskou dopravu, zejména v rámci systému Pražské integrované dopravy, plánuje se budování nových zastávek, zřizování nových linek a posílení významu železniční dopravy na úroveň S-Bahnu běžného v německojazyčných zemích. Významným impulsem pro byla povodeň v roce 2002, při níž železnice zajišťovala bezproblémově dopravu v relacích, kde ostatní druhy dopravy, zejména zaplavené metro, selhaly.
V prosinci 2002 byl pro systém příměstské (aglomerační) železniční dopravy propagován název Metropolitní linie a v omezené míře (v podstatě jen na soupravách s elektronickými informačními tabulemi) se začal používat systém číslování příměstských „železničních linek“, který byl od té doby dvakrát zásadněji změněn (neoficiálně v průběhu roku 2006 a oficiálně pak znovu v prosinci 2007). Ve všech systémech byly linky označovány písmenem S doplněným o rozlišovací číslo – fakticky však nadále hlavní roli v informačním systému hrají původní čísla traťových oddílů, které nynější linky zatím stále ještě nepřekračují. Jízdní doklady Pražské integrované dopravy platí i na dalších železničních tratích v Praze a okolí, nejsou omezeny na číslované linky. V prosinci 2007 bylo zavedeno logo (písmeno S v kombinaci bílé a dvou odstínů modré barvy) a systém byl oficiálně pojmenován novým názvem Esko. Po zavedení druhého regionálního systému pod stejnou značkou (Esko v Moravskoslezském kraji) začal být pražský a středočeský systém označován Esko Praha.